# South Garo Hills
South Garo Hills är ett distrikt i Indien.   Det ligger i delstaten Meghalaya, i den östra delen av landet, 1 400 km öster om huvudstaden New Delhi.